# Hjem
Hjem är en norsk dramaserie från 2012 producerad av NRK.
Serien utspelar sig i Vestfossen i Buskerud fylke och handlar om kärlek, avundsjuka och splittrade relationer.

## Rollista (urval)
- Jannike Kruse – Annika
- Heidi Ruud Ellingsen – Oda
- Kaia Varjord – Trine
- Tiril Jessen Bakke – Alexandra
- Gisken Armand – Eva Kathrine
- Tom A. Haug – Endre